# Залізнична катастрофа під Уфою
Залізнична катастрофа під Уфою — найбільша в історії Росії та СРСР залізнична катастрофа, яка сталася 4 червня (3 червня за московським часом) 1989 року в Іглінському районі Башкирської АРСР в 11 км від міста Аша Челябінської області на перегоні Аша — Улу-Теляк. В момент зустрічі двох пасажирських потягів (№ 211 Новосибірськ — Адлер та № 212 Адлер — Новосибірськ) стався потужний вибух хмари легких вуглеводнів, що утворилася в результаті аварії на трубопроводі Сибір — Урал — Поволжя. Загинули 575 осіб, 181 з них — діти, поранені більше 623.

## Подія
На трубі продуктопроводу Західний Сибір — Урал — Поволжя, яким транспортували широку фракцію легких вуглеводнів (зріджену газобензинову суміш), утворилася вузька щілина довжиною 1,7 м. Через протікання трубопроводу і особливі погодні умови газ скупчився в низині, по якій в 900 м від трубопроводу проходив 1710-й кілометр Транссибірської магістралі.
Приблизно за три години до катастрофи прилади показали падіння тиску в трубопроводі. Однак, замість того, щоби шукати місце протікання, черговий персонал лише збільшив подачу газу для відновлення тиску. Внаслідок цих дій через майже двометрову тріщину в трубі під тиском витекла значна кількість пропану, бутану та інших легкозаймистих вуглеводнів, які скупчилися в низині у вигляді «газового озера». Займання газової суміші могло статися від випадкової іскри або сигарети, що викинули з вікна потяга.
Машиністи потягів, які проходили повз, попереджали залізничного диспетчера ділянки, що на перегоні сильна загазованість, але цьому не надали значення.
4 червня 1989 року о 1:15 за місцевим часом (3 червня о 23:15 за московським часом) в момент зустрічі двох пасажирських потягів прогримів потужний вибух газу і спалахнула гігантська пожежа.
В обох потягах знаходилося 1284 пасажири (у тому числі 383 дитини) і 86 членів поїзних і локомотивних бригад. Ударною хвилею з колій було скинуто 11 вагонів, з них 7 повністю згоріли. Решта 27 вагонів обгоріли зовні і вигоріли всередині. За офіційними даними 575 осіб загинуло, включаючи дев'ять хокеїстів команди «Трактор-73»; 623 стали інвалідами, отримавши важкі опіки та тілесні ушкодження. Дітей серед загиблих — 181.

### Об'ємний вибух
Вибух великого обсягу газу, розподіленого в просторі, мав характер об'ємного вибуху. Потужність вибуху була оцінена у 250—300 тонн тринітротолуолу. За іншими оцінками, потужність об'ємного вибуху могла доходити до 12 кілотонн, що можна порівняти з потужністю ядерного вибуху в Хіросімі (16 кілотонн). Подейкують, що вибух викликав спрацювання сигналу тривоги системи протиповітряної оборони північноамериканського континенту (НОРАД).
Сила вибуху була така, що ударною хвилею вибило скло в місті Аша, розташованому в 11 км від місця події. Стовп полум'я було видно більш ніж за 100 км. Зруйновано 350 м залізничних колій, 17 км повітряних ліній зв'язку. Пожежа, що виникла при вибуху, охопила територію близько 250 га.
Вибухом були пошкоджені 37 вагонів і 2 електровози, 26 — вигоріли зсередини. Ударна хвиля призвела до сходу 11 вагонів. На укосі земляного полотна утворилася відкрита поздовжня тріщина шириною від 4 до 40 см, довжиною 300 м, що призвела сповзання укісної частини насипу до 70 см. Були зруйновані і виведені з ладу: рейко-шпальна решітка завдовжки 250 м; контактна мережа завдовжки 3000 м; поздовжня лінія електропостачання — 1500 м; сигнальні лінії автоблокування — 1700 м; 30 опор контактної мережі. Довжина фронту полум'я склала 1500—2000 м. Короткочасний підйом температури в районі вибуху сягав понад 1000 °C. Зарево було видно за десятки кілометрів.
Місце катастрофи розташоване у важкодоступному малонаселеному районі. Надання допомоги було досить складним через це.

## Трубопровід
Будівництво нафтопроводу «Західний Сибір — Урал — Поволжя» діаметром 720 мм і довжиною 1852 км було санкціоновано постановою Ради Міністрів СРСР № 20451 від 19 січня 1981 року і доручено Міністерству нафтової промисловості та Мінгазбуду. Згідно з постановою, перша черга нафтопроводу повинна була бути введена в дію у 1983—1984 роках, але керівництво Міннафтпрому ухвалило рішення перепрофілювати вже майже готовий нафтопровід у продуктопровід. Довелося терміново внести в початковий проєкт зміни, пов'язані з особливими вимогами безпечного транспортування скрапленого газу. Технічними правилами заборонено транспортувати скраплений газ під тиском по трубопроводах діаметром понад 400 мм, однак при перепрофілюванні ця вимога була проігнорована.
Траса продуктопроводу в 14 місцях перетинала залізничні колії, в тому числі в чотирьох місцях — електрифіковані. Серед них — трансконтинентальна Транссибірська магістраль з великим вантажопотоком. Траса продуктопроводу впродовж 273 км небезпечно зближалася (ближче, ніж на 1 км) із залізницями, а також проходила близько до уральських міст Міньяр, Усть-Катав, Златоуст та Кропачево.
Під час експлуатації в період з 1985 до 1989 року на продуктопроводі сталося 50 великих аварій і несправностей, що не призвели, однак, до людських жертв.
Після катастрофи біля Аші продуктопровід не відновлювали і ліквідували.

## Версії аварії
Офіційна версія стверджує, що витік газу з продуктопроводу став можливим через ушкодження, завдані йому ковшем екскаватора при його будівництві в жовтні 1985 року, за чотири роки до катастрофи. Витік почався за 40 хвилин до вибуху.
За іншою версією, причиною аварії став корозійний вплив електричних струмів на зовнішню частину труби, так званих «блукаючих струмів» залізниці. За 2–3 тижні до вибуху утворилися мікротріщини, потім, внаслідок охолодження труби в місці розширення газу з'явилася тріщина, що розросталась у довжину. Рідкий конденсат просочував ґрунт на глибині траншеї, не виходячи назовні, і поступово спускався вниз по укосу до залізниці.
При зустрічі двох потягів, можливо, внаслідок гальмування, виникла іскра, яка стала причиною детонації газу. Але найімовірніше, що причиною детонації газу стала випадкова іскра з-під пантографа одного з локомотивів.
Існує «теорія змови», що ця катастрофа нібито є однією з багатьох техногенних катастроф в останні роки існування СРСР, пов'язаних з діяльністю американських спецслужб, яким було поставлено завдання максимально дестабілізувати ситуацію в СРСР. На обґрунтування наводиться книга Томаса Ріда — колишнього генерала ВПС США, що входив при Рейгані до складу Ради національної безпеки США. У ній описується операція ЦРУ по вибуху газопроводу в СРСР 1982 року, проте, ніяких доказів на користь того, що до вибуху газопроводу під Уфою причетні спецслужби іноземних держав, в книзі не міститься.

## Наслідки
Головою комісії з розслідування вибуху був призначений заступник Голови Ради Міністрів СРСР Г. Г. Ведерніков.
Шість років тривав судовий розгляд, було пред'явлено звинувачення дев'яти посадовим особам, двоє з них підлягали амністії. Серед інших — начальник будівельно-монтажного управління тресту «Нєфтєпроводмонтаж», виконроби, інші. Звинувачення пред'являлися за статтею 215, частина II Кримінального кодексу РРФСР. Максимальна міра покарання — п'ять років позбавлення волі.
Була створена Асоціація постраждалих і родичів загиблих під Ашою.
1992 року на місці трагедії споруджений восьмиметровий меморіал. Щорічно біля пам'ятника жертвам катастрофи проходять жалобні мітинги.
2004-го за завданням ВАТ «Газпром» розроблена і пройшла відомчі випробування система контролю переходів магістральних трубопроводів через дороги, призначена для моніторингу показників безпеки переходів. З 2005 даними системами ведеться планомірне оснащення найнебезпечніших переходів магістральних газопроводів через дороги.
2009-го в пасажирському вагонному депо станції Новосибірськ-Головний в день двадцятиріччя трагедії відкрито пам'ятник жертвам катастрофи.
Через кілька років на місці трагедії був споруджений монумент. Башкирське відділення Куйбишевської залізниці збудувало нову зупинку — платформу 1710-й кілометр. Всі електрички, що їдуть з Уфи в Ашу, роблять тут зупинку. Біля підніжжя монумента лежать кілька маршрутних дощок з вагонів потяга Адлер — Новосибірськ.

## Свідчення очевидців
Генадій Верзян, житель Аші (11 кілометрів від вибуху):

О другій годині ночі за місцевим часом з боку Башкирії злетіла яскрава заграва. Стовп вогню злетів на сотні метрів, потім докотилася вибухова хвиля. Від гуркоту в деяких будинках вилетіло скло.
Оригінальний текст (рос.)
Во втором часу ночи по местному времени со стороны Башкирии взметнулось яркое зарево. Столб огня взлетел вверх на сотни метров, затем докатилась взрывная волна. От грохота в некоторых домах вылетели стёкла.

Світлана Шевченко, завуч з навчально-виховної роботи школи 107:

Хлопчаки наші в ту ніч не спали. Це був перший вечір, вони жартували, базікали. Наша вчителька Ірина Михайлівна Стрельнікова якраз обходила вагон і сказала: «Хлопці, вже перша ночі, а ви все не спите…». А вони на третіх полицях розмістилися, їм усім хотілося в одному купе їхати. Коли гримнуло, дах знесло — їх викинуло. Це їх і врятувало.
Оригінальний текст (рос.)
Мальчишки наши в ту ночь не спали. Это был первый вечер, они шутили, болтали. Наша учительница Ирина Михайловна Стрельникова как раз обходила вагон и сказала: «Ребята, уже час ночи, а вы всё не спите…». А они на третьих полках разместились, им всем хотелось в одном купе ехать. Когда грохнуло, крышу снесло — их выбросило. Это их и спасло.

Олексій Годок, 1989 року перший заступник начальника пасажирської служби Південно-Уральської залізниці:

Коли ми облітали місце аварії, було таке враження, що напалм якийсь пройшов. Від дерев залишилися чорні кілки, неначе їх обдерли від кореня до верхівки. Вагони були розкидані…
Треба ж такому статися — потяг, який йшов з Новосибірська, на 7 хвилин запізнювався. Пройди він вчасно або зустрінься вони в іншому місці — нічого б не сталося. Трагедія в чому — в момент зустрічі від гальмування одного з потягів виникла іскра, там в долинці скупчився газ і стався миттєвий вибух. Доля є доля. І безладність наша, звичайно…
Я працював на місці аварії, разом з КДБ і військовими, вивчали причини катастрофи. Вже до кінця дня, 5 червня, ми знали, що це ніяка не диверсія, це дика випадковість… Дійсно, запах газу відчували і жителі прилеглого села, і наші машиністи… Як показала перевірка, скупчення газу йшло там протягом 20–25 днів. І весь цей час там йшли потяги! Що стосується продуктопроводу, з'ясувалося, що там не велося ніякого контролю, попри те, що відповідні служби зобов'язані регулярно стежити за станом труби. Після цієї катастрофи з'явилася інструкція для всіх наших машиністів: відчувши запах газу — негайно попереджати і припиняти рух поїздів, до з'ясування обставин. Потрібен був такий страшний урок…
Оригінальний текст (рос.)
Когда мы облетали место аварии, было такое впечатление, что напалм какой-то прошёл. От деревьев остались чёрные колья, как будто их ободрали от корня до верхушки. Вагоны были разбросаны, раскиданы…
Надо же такому случиться — поезд, который шёл из Новосибирска, на 7 минут опаздывал. Пройди он вовремя или встреться они в другом месте — ничего бы не случилось. Трагедия в чём — в момент встречи от торможения одного из составов прошла искра, там в низинке скопился газ и произошёл мгновенный взрыв. Рок есть рок. И безалаберность наша, конечно...
Я работал на месте аварии, вместе с КГБ и военными, изучали причины катастрофы. Уже к концу дня, 5 июня, мы знали, что это никакая не диверсия, это дикая случайность… Действительно, запах газа чувствовали и жители близлежащей деревеньки, и наши машинисты… Как показала проверка, скопление газа шло там в течение 20—25 дней. И всё это время там шли поезда! Что касается продуктопровода, выяснилось, что там не велось никакого контроля, несмотря на то, что соответствующие службы обязаны регулярно следить за состоянием трубы. После этой катастрофы появилась инструкция для всех наших машинистов: почувствовав запах газа — тут же предупреждать и прекращать движение поездов, до выяснения обстоятельств. Нужен был такой страшный урок...

Владислав Загребенко, 1989 року лікар-реаніматолог обласної клінічної лікарні:

О сьомій ранку ми вилетіли з першим гелікоптером. Години три летіли. Куди сідати, взагалі не знали. Посадили близько потягів. Зверху я бачив (малює) ось таке чітко окреслене коло діаметром приблизно з кілометр, і стирчать чорні обрубки сосен, як сірники. Навколо тайга. Лежать вагони, вигнуті бананоподібно. Там гелікоптерів, як мух. Сотні. Ні хворих, ні трупів до того часу не залишилося. Військові ідеально попрацювали: евакуювали людей, трупи відвезли, погасили вогонь.
Хворих привозили на самоскидах, на вантажівках покотом: живих, чи не дуже живих, взагалі неживих. У темряві ж вантажили. Сортували за принципами військової медицини. Важко поранених — 100 відсотків опіків — на траву. Тут вже не до знеболення, це закон: якщо одному важкопораненому будеш допомагати, ти втратиш двадцять.
Особливо хочу сказати про ашінців. Біля кожного хворого чергував доброволець, сестер же стільки не набереш, і ще була черга, щоб зайняти це місце. Вони тягли котлети, картоплю, все, що поранені просили… Відомо, що цим хворим потрібно багато пити. Але такої кількості компотів я уявити собі не міг: всі підвіконня були уставлені, вся підлога. Площа перед корпусом була заповнена волонтерами. Вся Аша піднялася на допомогу.
Оригінальний текст (рос.)
В семь утра мы вылетели с первым вертолётом. Часа три летели. Куда садиться, вообще не знали. Посадили около поездов. Сверху я видел (рисует) вот такой четко очерченный круг диаметром примерно с километр, и торчат чёрные обрубки сосен, как спички. Вокруг тайга. Лежат вагоны, изогнутые бананообразно. Там вертолётов, как мух. Сотни. Ни больных, ни трупов к тому времени не осталось. Военные идеально поработали: эвакуировали людей, трупы увезли, погасили огонь.
Больных привозили на самосвалах, на грузовиках вповалку: живых, не очень живых, вообще неживых. В темноте же грузили. Сортировали по принципам военной медицины. Тяжело раненых — 100 процентов ожогов — на траву. Тут уже не до обезболивания, это закон: если одному тяжёлому будешь помогать, ты потеряешь двадцать.
Особо хочу сказать об ашинцах. У каждого больного дежурил доброволец, сестёр же столько не наберёшь, и ещё была очередь, чтобы занять это место. Они тащили котлеты, картошку, всё, что раненые просили... Известно, что этим больным нужно много пить. Но такого количества компотов я представить себе не мог: все подоконники были уставлены, весь пол. Площадь перед корпусом была заполнена волонтёрами. Вся Аша поднялась на помощь.

Салават Абдулін, батько загиблої під Ашою Олени Абдуліної, співголова Асоціації родичів загиблих і постраждалих під Ашою:

Була там одна дівчинка. За віком схожа на мою дочку. Голови не було, тільки два зуби знизу стирчали. Чорна, як сковорідка. Думав, по ногах дізнаюсь, вона у мене танцювала, балерина була, але ніг не було по самий тулуб. А тілом схожа була. Я потім картав себе, можна було і по групі крові дізнатися, і по ключиці, вона в дитинстві ламала… В тому стані до мене це не дійшло. А може, це вона була… Невпізнаних «фрагментів» людей залишилося дуже багато.
Слідство у цій справі вела союзна прокуратура, і вже з самого початку слідство вийшло на досить імениті персони: на керівників галузевого проектного інституту, які затвердили проект з порушеннями, на Донгаряна, заступника міністра нафтової промисловості, який своїм наказом, зважаючи на економію коштів, скасував телеметрію — прилади, які контролюють роботу всієї магістралі. Я бачив цей документ за його підписом. Раніше був гелікоптер, який облітав всю трасу, його теж скасували. Був обхідник — прибрали і обхідника, теж з економії. А потім слідство чомусь переключилось на будівельників: це вони неправильно змонтували, вони в усьому винні. Будувало цей продуктопровід Уфимське управління «Нєфтєпроводмонтаж». Спочатку притягнули керівників, а потім амністували, оскільки вони орденоносці, і вони проходили лише як свідки. А звинувачували в усьому 7 чоловік: начальника дільниці, виконроба … «Стрілочників», загалом.
Оригінальний текст (рос.)
Была там одна девочка. По возрасту похожа на мою дочь. Головы не было, только два зуба снизу торчали. Чёрная, как сковородка. Думал, по ногам узнаю, она у меня танцевала, балерина была, но ног не было по самое туловище. А телом похожа была. Я потом корил себя, можно было и по группе крови узнать, и по ключице, она в детстве ломала... В том состоянии до меня это не дошло. А может, это она была... Неопознанных «фрагментов» людей осталось очень много.
Следствие по этому делу вела союзная прокуратура, и уже с самого начала следствие вышло на весьма именитые персоны: на руководителей отраслевого проектного института, утвердивших проект с нарушениями, на Донгаряна, заместителя министра нефтяной промышленности, который своим указанием, ввиду экономии средств, отменил телеметрию — приборы, которые контролируют работу всей магистрали. Я видел этот документ за его подписью. Раньше был вертолёт, который облетал всю трассу, его тоже отменили. Был обходчик — убрали и обходчика, тоже из экономии. А потом следствие почему-то переключилось на строителей: это они неправильно смонтировали, они во всём виноваты. Строило этот продуктопровод уфимское управление «Нефтепроводмонтаж». Поначалу привлекли руководителей, а потом амнистировали, поскольку они орденоносцы, и они проходили только как свидетели. А обвиняли во всём 7 человек: начальника участка, прораба... «Стрелочников», в общем.